# Río Cowlitz
El río Cowlitz es un río del estado de Washington en los Estados Unidos, un afluente del río Columbia. Sus afluentes drenan una gran región que incluye las laderas del Monte Rainier, el Monte Adams y el Monte Santa Helena.
El Cowlitz tiene una cuenca de drenaje de 6.698 km², situada entre la cordillera de las Cascadas en el condado oriental de Lewis, Washington y las ciudades de Kelso y Longview. El río tiene aproximadamente 169 km de longitud, sin contar los afluentes.
Entre los principales afluentes del río Cowlitz figuran el río Cispus y el río Toutle, que fue alcanzado por las corrientes de lodo volcánico (lahares) durante la erupción del monte Santa Helena de 1980
Cuando el eperlano desova en el río Cowlitz, las gaviotas entran en un frenesí alimenticio que dura semanas. Kelso, Washington es conocida como la "Capital Mundial del Eperlano".

## Presas
El río Cowlitz tiene tres grandes presas hidroeléctricas, con varias estructuras de retención de sedimentos y energía hidroeléctrica en pequeña escala dentro de la cuenca de Cowlitz.
El Proyecto de las Cataratas de Cowlitz es una presa hidroeléctrica de 70 megavatios construida a principios del decenio de 1990 y terminada en 1994. La presa tiene 43 m de altura y 210 m de ancho. El Proyecto de las Cataratas de Cowlitz produce un promedio de 260 GWh anuales para el PUD del Condado de Lewis. Su embalse, el lago Scanewa, está situado en la confluencia de los ríos Cowlitz y Cispus, aguas abajo de Randle.
La presa Mossyrock comenzó a generar energía para la Tacoma City Light en 1968. Se eleva a 184 m del lecho de roca y creó el Lago Riffe de 37 km de largo (anteriormente el embalse Davisson). Es la presa más alta del noroeste del Pacífico. La presa lleva el nombre de la cercana ciudad de Mossyrock, y el lago el de la ciudad de Riffe, que, junto con Kosmos, fue destruida por la inundación del valle del río Cowlitz que se encuentra aguas arriba de la presa.
La presa de Mayfield tiene 260 m de largo y 56 m de altura. Un túnel de 260 m conecta el embalse con la central eléctrica. La presa comenzó a producir electricidad en 1963. El lago Mayfield ofrece muchas oportunidades de ocio: hay varios parques del condado y del estado y el lago está debajo de la presa Mossyrock. La entrada modulada de la presa Mossyrock permite al lago Mayfield mantener un nivel de agua que rara vez fluctúa más de unos pocos pies. Está situado a varios kilómetros río abajo de Mossyrock.
El lago Packwood fue represado en 1964 por el Sistema Público de Suministro de Energía de Washington (ahora llamado Energy Northwest). La presa retiene el lago (previamente retenido por un antiguo deslizamiento de tierra), redirigiendo el flujo de la corriente a un generador hidroeléctrico de 27 megavatios en el fondo del valle del río Cowlitz, a 600 m de profundidad, justo en las afueras de la ciudad de Packwood. Al diseñar y construir la presa, se tuvo cuidado de no afectar a la abundante vida salvaje del lago y sus alrededores: la presa elevó el nivel del agua sólo unos pocos metros.

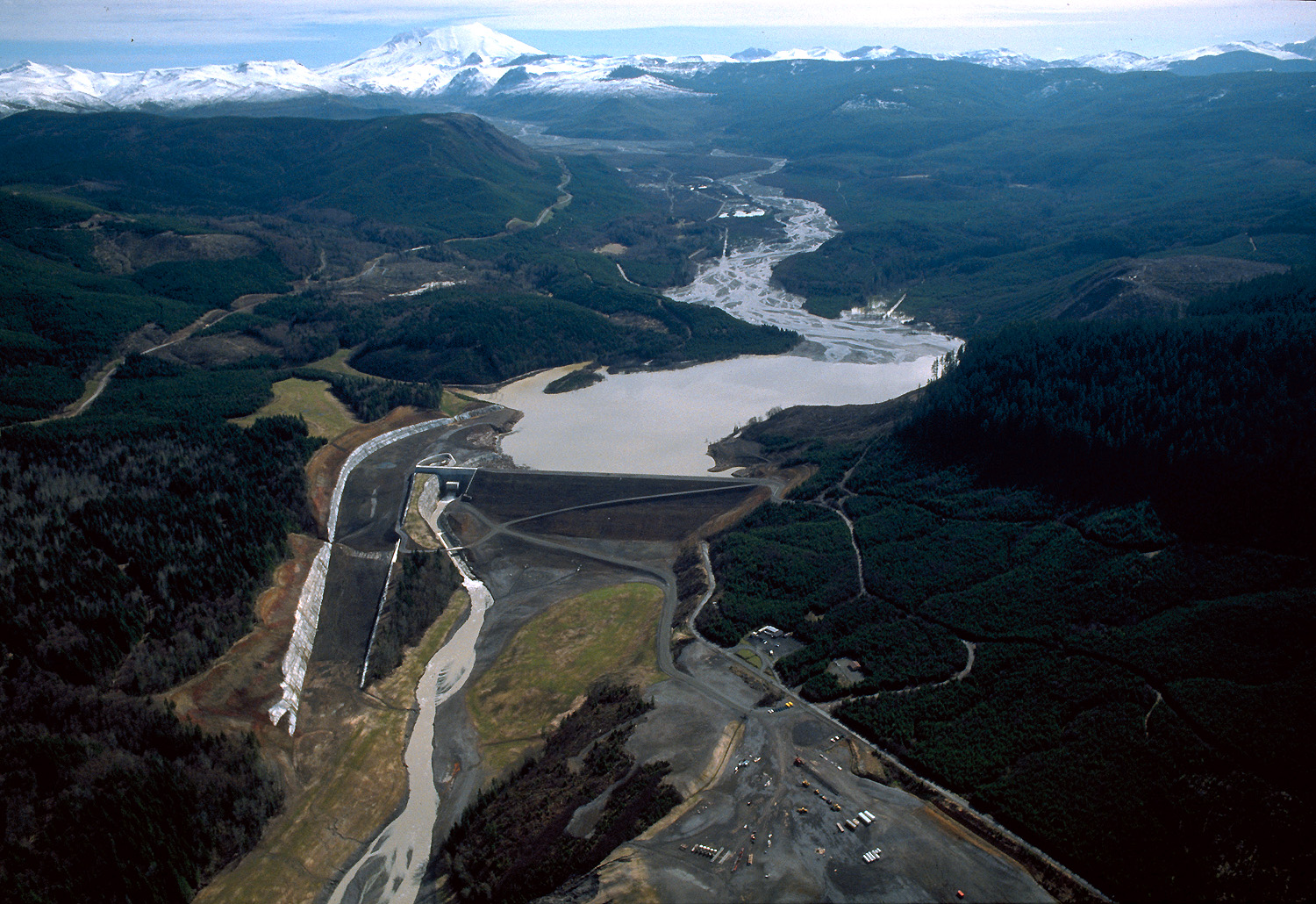
La estructura de retención de sedimentos en la bifurcación norte del río Toutle. La presa está aproximadamente a 35 km río arriba de la confluencia del Toutle y el Cowlitz.

Un grave efecto secundario de la erupción del Monte Santa Helena de 1980 ha sido el movimiento aguas abajo de enormes cantidades de sedimento a través del río North Fork Toutle. Después de la erupción, los sedimentos transportados por el río se multiplicaron por más de cinco mil, haciendo del río Toutle uno de los ríos más cargados de sedimentos del mundo.[cita requerida] La Estructura de Retención de Sedimentos del Río Toutle fue construida para sujetar estos sedimentos antes de que fueran transportados río abajo, donde podrían obstruir el canal del río, exacerbar las inundaciones a lo largo de los ríos inferiores Toutle y Cowlitz, y llenar el canal de navegación del Río Columbia, que todavía requiere un dragado periódico. Se ha añadido un canal de desbordamiento para desviar los lahares alrededor de la presa.

## Puentes

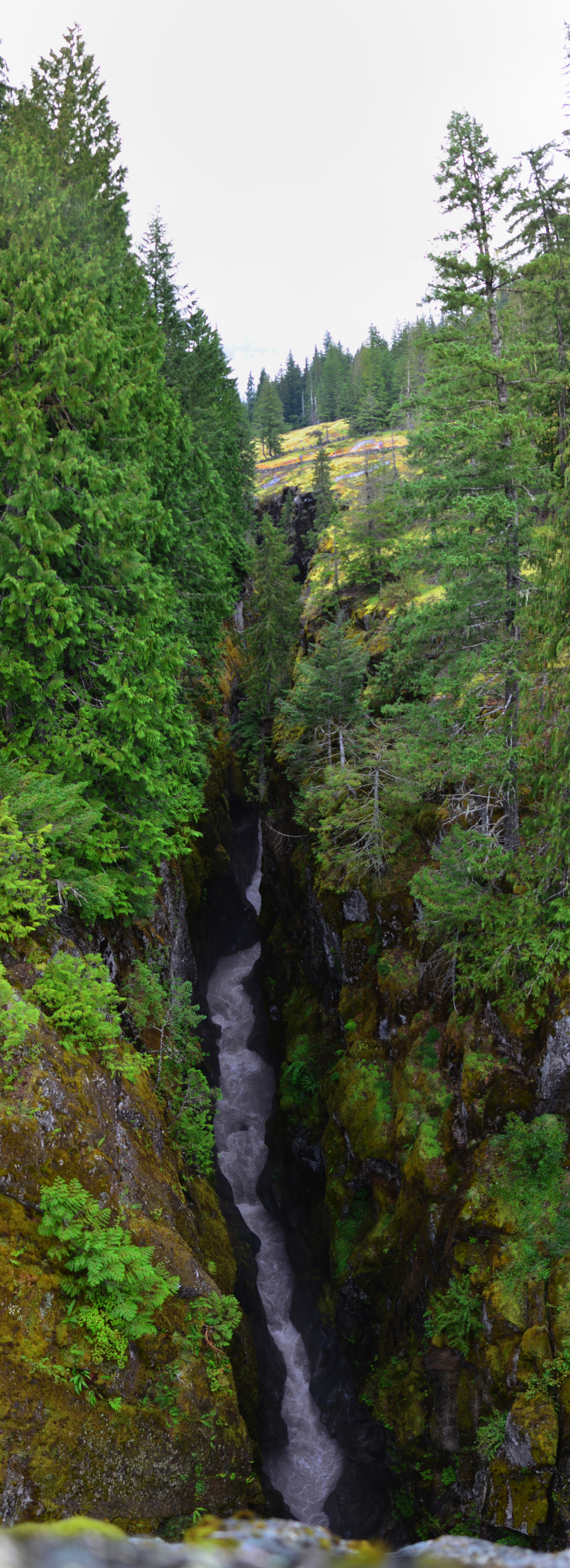
El Cañón de Box del Cowlitz, visto desde un puente en el parque nacional del Monte Rainier. El fondo de este panorama se ve aproximadamente 55 m en línea recta hacia abajo; la imagen se extiende unos 30 grados por encima de la horizontal, por lo que este es aproximadamente un panorama de 120° en la vertical.

Numerosos puentes de carreteras y ferrocarriles atraviesan el Cowlitz.
Justo aguas arriba de su desembocadura en el río Columbia, un puente ferroviario que conecta el Puerto de Longview con la línea de ferrocarril del BNSF cruza el Cowlitz, con un puente de carretera para la SR 432 (Tennant Way) al lado.
Más arriba están los puentes de Allen St. y Cowlitz Way, que conectan el oeste de Kelso con el resto de Kelso. Justo al norte de Kelso, un puente de ferrocarril proporciona un cruce para el ferrocarril Columbia & Cowlitz.
Conectando la SR 411 con la Interestatal 5 está el puente de Lexington, un puente de dos carriles entre la gran comunidad no incorporada de Lexington hasta la salida 42 en el lado este de la orilla.
En Castle Rock, el puente de la calle A proporciona acceso desde el centro de la ciudad a las zonas escolares y residenciales al otro lado del río. Unos pocos kilómetros al norte, después de que el río Toutle se divida, la línea de BNSF cruza el río.
Al otro lado del límite del condado Lewis/Cowlitz, entre las ciudades de Vader y Toledo, Washington, la I-5 cruza el río. En Toledo, cruza la SR-505 (llamada la autopista Jackson).

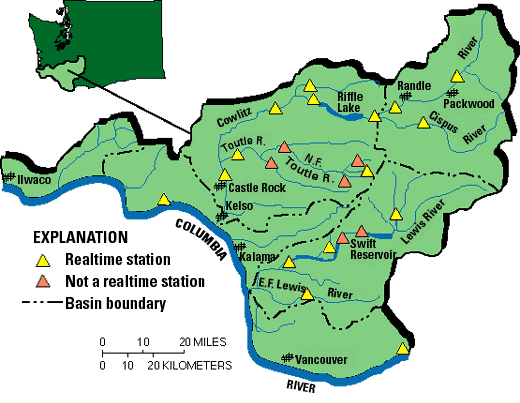
Las estaciones de medición de corrientes del USGS en el río Cowlitz

Donde la autopista 12 cruza el lago Mayfield, justo al oeste de Mossyrock, se construyeron calzadas hasta la mitad del lago, donde una corta sección de puente conecta los dos lados. Un pequeño puente proporciona un cruce para la SR 122 en la cabecera del lago Mayfield. Justo al este de Mossyrock, el puente del río Cowlitz de la autopista 12 era el mayor puente de arco de hormigón de América del Norte hasta 1971, a 170 m.
En la cabecera del lago Riffe, la carretera 27 da acceso a la zona forestal al sur del Cowlitz desde Morton y Glenoma al norte.
En Randle, la SR 131 cruza el Cowlitz para dar acceso a la cuenca del Cispus y a las zonas septentrionales del Monumento Volcánico Nacional del Monte Santa Elena.
Entre Randle y Packwood, la autopista 12 cruza el Cowlitz en el puente de Cora.
En Packwood, la carretera de Skate Creek discurre a lo largo del río, proporcionando acceso al Bosque Nacional Gifford Pinchot y a la zona silvestre de Tatoosh, y también conecta el centro de la ciudad y las zonas residenciales de Packwood.
Río arriba de Packwood, el Cowlitz se divide en el Muddy y el Clear Forks, con varias carreteras del Servicio Forestal y del Servicio de Parques que se cruzan entre sí.

## Otras estructuras fluviales

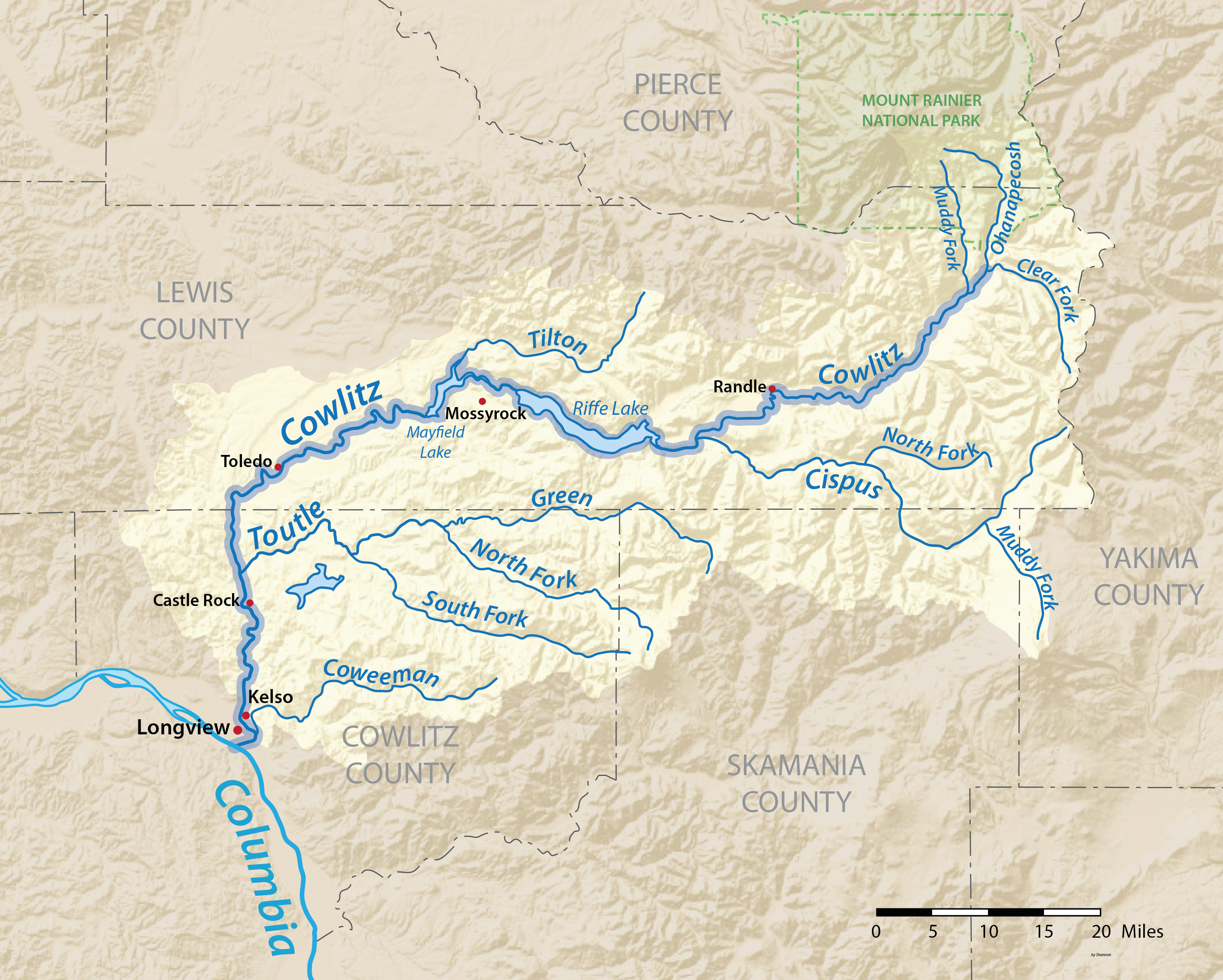
Mapa de la cuenca del río Cowlitz en Washington, EE. UU.

Cuando el criadero de salmón de Cowlitz comenzó a funcionar en 1968, era el más grande de su tipo en el mundo. Actualmente, produce cerca de 13 millones de peces cada año. Adyacente está la presa de barrera, que desvía los peces que desovan y los que migran río arriba a una estación de separación donde los peces se clasifican por especies. Algunos de los peces son utilizados por el criadero mientras que otros son transportados río arriba para que continúen la migración.
La Administración de Energía de Bonneville, en cooperación con el PUD del condado de Lewis, los organismos estatales y federales y Tacoma Power, construyó una instalación de recogida de peces anádromos aguas abajo como parte del Proyecto de las Cataratas de Cowlitz. La instalación piscícola, junto con la presa de desviación del criadero de salmones del río Cowlitz, situada debajo del lago Mayfield, ha permitido la reintroducción del salmón y la trucha arco iris en la parte superior de la cuenca del río Cowlitz por primera vez desde la construcción de las presas de Mossyrock y Mayfield en el decenio de 1960.

## Principales afluentes
- Río Ohanapecosh
- Lake Creek
- Johnson Creek
- Río Cispus
- Río Tilton
- Sulphur Creek
- Winston Creek
- Lacamas Creek
- Olequa Creek
- Río Toutle
- Río Coweeman

## Ocio
Los dos criaderos del río Cowliz ofrecen una oportunidad excepcional de pesca deportiva a los pescadores deportivos de Washington y Oregón. El río se clasifica constantemente como uno de los diez principales productores de salmones y truchas arcoíris del estado.